# Ingram MAC-11
La Ingram MAC-11.380 A1 (Military Armament Corporation - Model 11  .380 ACP Advancement 1 o M11A1) è una pistola mitragliatrice moderna, progettata e sviluppata negli USA.

## Storia
Progettata da Gordon Ingram della Military Armament Corporation (MAC) nel 1971, è una versione compatta della Model 10 (Ingram MAC-10) ed è concettualmente simile alla Mini Uzi israeliana.

## Caratteristiche
La MAC-11A1 è adottata per usi militari e spara colpi calibro .380 ACP (9mm corto) con un'energia cinetica di circa 285 Joule, più piccoli in confronto ai 9 mm Parabellum, la cartuccia standard usata da quasi tutte le pistole mitragliatrici della sua taglia;
Inoltre come la M-10, la M-11 ha l'apertura per l'espulsione dei bossoli sul lato frontale della culatta.
L'Ingram funziona con sistema a massa battente; la leva d'armamento è collegata direttamente all'otturatore il quale ha tre posizioni: chiuso, metà ed aperto. L'Ingram MAC-11 funziona ad otturatore aperto.

Le sicure sono due: sul grilletto e sull'otturatore: La prima si può attivare sia da carico che scarico. Ad otturatore chiuso con sicura attiva non è possibile ricaricare.
La sicura dell'otturatore si attiva solo ad otturatore chiuso ruotando di 1/4 di giro (in senso orario o antiorario) la leva di armamento. L'otturatore, in questo modo, risulta bloccato.

L'ingram spara sia a colpo singolo che a raffica ruotando il relativo selettore.

### Pregi
Le dimensioni ridotte di quest'arma la rendono molto maneggevole, è anche da notare il calcio allungabile e smontabile facilmente e la facilità nel ricaricare l'arma. una delle sue caratteristiche più evidenti è una cadenza di fuoco elevatissima, di ben 1250 colpi al minuto (un normale fucile automatico moderno spara 650 colpi al minuto). La MAC-11A1 è da considerarsi devastante a distanze ravvicinate.

### Difetti
La cadenza di fuoco troppo elevata può causare problemi di surriscaldamento della canna dell'Ingram M11A1 quando spara raffiche troppo prolungate, visto che la M11 è anche sprovvista di rompifiamma; inoltre perde precisione oltre 30 metri (i proiettili non arrivano oltre i 160 metri essendo un'arma a corto raggio).
Con una raffica continuata, vista la sua cadenza di fuoco, il caricatore da 16 cartucce della MAC-11 dura solo 0,8 secondi, mentre quello da 32 dura 1,6 secondi circa.

## Produzione su licenza e cloni
Quest'arma è molto simile alla Sylvia & Wayne Daniels M-11/9, la Vulcan M-11-9 e la MGP-15, ma a differenza, le altre 3 sparano colpi calibro 9 mm Parabellum, la M11/9 è stata progettata prendendo come base la M11A1 ma con miglioramenti e invece la MPG-15 ha un ratio molto più moderato.
La MAC-11 viene prodotta su licenza senza modifiche dall'azienda Cobray e dalla RBM.Inc.

## La MAC-11 nella cultura di massa
- In ambito cinematografico, la MAC-11 compare nei film Hannibal (in versione Cobray)[2], True Lies (in versione Cobray) e Planet Terror (in versione Cobray).
- In ambito videoludico, la MAC-11 compare nel videogioco Metal Gear[3], in Call of Duty: Black Ops, in Max Payne e in Rainbow Six Siege come arma da fianco per gli operatori Smoke, Sledge e Mute, e nel gioco Resident Evil 2 come arma per Leon o Claire.